# Anatol Wojtan
Anatol Jerzy Wojtan (ur. 3 lipca 1956 w Starachowicach) – generał broni Sił Zbrojnych Rzeczypospolitej Polskiej w stanie spoczynku; w latach 2012-2016 I zastępca szefa Sztabu Generalnego WP; wcześniej szef Polskiej Misji Wojskowej w Komisji Nadzorczej Państw Neutralnych nadzorującej linię demarkacyjną między Koreą Północną a Koreą Południową.

## Kariera wojskowa
Służbę wojskową rozpoczął jako podchorąży Wyższej Szkoły Oficerskiej Wojsk Rakietowych i Artylerii w Toruniu. W 1979 awansowany na dowódcę plutonu ogniowego baterii 91. Pułku Artylerii Przeciwpancernej. Dwa lata później został dowódcą baterii w tymże pułku. Od 1985, przez rok, był szefem sztabu i zastępcą dowódcy dywizjonu 91. pappanc. W 1989 starszy asystent w Akademii Sztabu Generalnego WP. W 1990 został starszym oficerem oddziału operacyjno-rozpoznawczego w Szefostwie Wojsk Rakietowych i Artylerii MON (SzWRiA MON). Trzy lata później szefem szkolenia i zastępcą dowódcy toruńskiej 6. Brygady Artylerii. W latach 1994–1998 starszy specjalista oddziału operacyjno-rozpoznawczego w Szefostwo Wojsk Rakietowych i Artylerii Wojsk Lądowych, a w latach 1998-2001 starszy specjalista oddziału operacyjnego.
W 2001 przeszedł na stanowisko szefa oddziału prognoz i analiz w Zarządzie Strategicznym Generalnego Zarządu Planowania Strategicznego P5 Sztabu Generalnego WP. Od 2003 do 2007 był zastępcą szefa Zarządu Strategicznego a w latach 2007-2009 zastępcą szefa Generalnego Zarządu Planowania Strategicznego. Od kwietnia 2009 do końca września 2010 pełnił funkcję szefa Zarządu Analiz Wywiadowczych i Rozpoznawczych P-2 Sztabu Generalnego. Do 27 sierpnia 2012 był szefem znanego mu już Zarządu Planowania Strategicznego P-5. Od 27 sierpnia 2012 zastępca szefa SG WP. 30 czerwca 2016 zakończył zawodową służbę wojskową, przechodząc w stan spoczynku.

## Wykształcenie
W 1979 ukończył Wyższą Szkołę Oficerską Wojsk Rakietowych i Artylerii im. gen. Józefa Bema w Toruniu. Następnie, w 1984, ukończył wyższy kurs doskonalenie oficerów w tej samej szkole. W 1979 ukończył studia w Akademii Sztabu Generalnego WP w Warszawie. W latach 1996–1999 doktorant Akademii Obrony Narodowej. W 2007 ukończył podyplomowe studia polityki obronnej, również w Akademii Obrony Narodowej.

## Awanse
- podporucznik - 1979

(...)
- generał brygady - 2007[2]
- generał dywizji - 2009[3]
- generał broni - 2015[4]